# Carl Schmid (Maler)
Carl Friedrich Ludwig Schmid (* 7. Oktober 1799 in Stettin; † 9. April 1885 in Florenz) war ein deutscher Porträtmaler.

## Leben

Stich nach Carl Schmid: Johann Peter Joseph Monheim, 1826, Couven-Museum

Carl Schmid: Karl Friedrich Schinkel, 1832, Alte Nationalgalerie

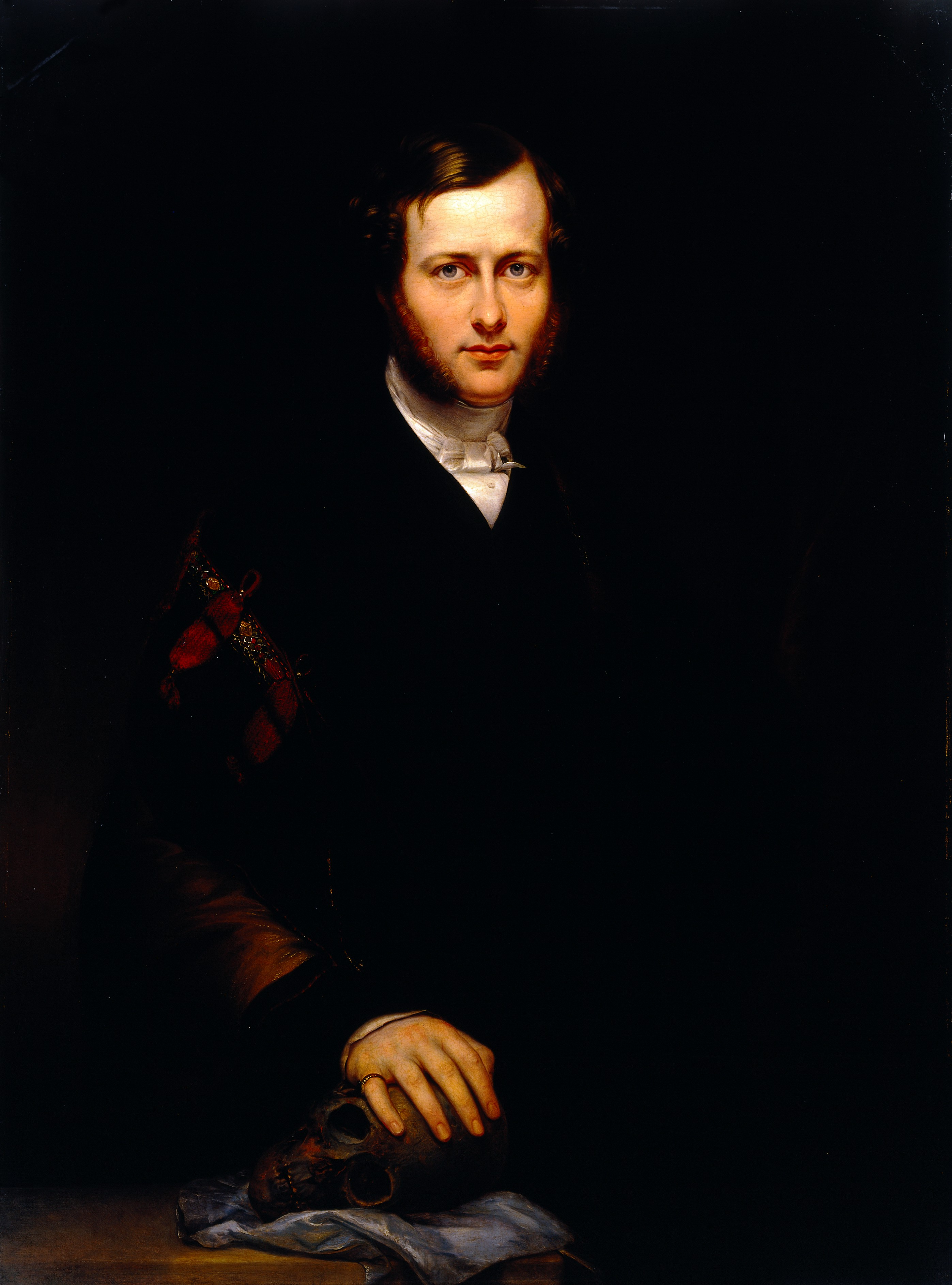
Carl Schmid: Bildnis eines Unbekannten (vielleicht George Dixon Longstaff, 1799–1892), Wellcome Collection

Schmid war ein Sohn des aus Trier gebürtigen Malers und Kunstpädagogen Peter Schmid und dessen Ehefrau Barbara Maria, geborene Saarburg. Sein Bruder war der Bildnismaler Wilhelm Schmid. Ungewiss ist, ob Schmid seine erste künstlerische Grundausbildung in Aachen erhielt. Um 1820 besuchte er die Königlich Preußische Akademie der Künste. Er schuf Porträts, Kopien von Historien- und Landschaftsdarstellungen und ging nach Paris. Anschließend ließ er sich in Aachen nieder. Von Atanazy Raczyński wurde Schmid als Bildnismaler der Berliner Schule bezeichnet. Ihm zufolge stammte Schmid aus Berlin und lebte um 1839 bereits seit mehreren Jahren in Aachen.
Am 15. Juni 1829 eröffnete Carl Schmid in Aachen ein „Zeichen- und Mal-Institut“. Er verbesserte den Zeichenunterricht dahingehend, dass nun nicht mehr kopiert wurde, sondern an Stelle von Vorlegeblättern das Naturstudium zur Schulung von Auge und Hand stehen sollte. Damit war Schmids Unterricht auch für Ingenieure geeignet. 1831 bis 1833 lebte er in Rom, 1834 bis 1835 und 1842 in London.
Im Spätsommer des Jahres 1837 präsentierte Schmid während der ersten Aachener Gemäldeausstellung einige Porträts zeitgenössischer Künstler im Rathaus. Vermutlich auf Order Friedrich Wilhelms IV. fertigte er 1841 Kopien der Porträts Kaiser Napoléons und Kaiserin Joséphines von Louis-André-Gabriel Bouchet und Robert Lefèvre an, die nach ihrer Deportation aus Aachen in das Berliner Schloss im Jahr 1840 nach Aachen zurückgekommen waren. Erhalten sind unter anderem seine Porträts des Berliner Architekten Karl Friedrich Schinkel und des Aachener Apothekers Johann Peter Joseph Monheim. Letzteres befindet sich seit 1994 im Couven-Museum und trägt die Inventar Nummer NGK 879.
Nach 1850 verliert sich seine Spur.

## Werke
- 1826: Johann Peter Joseph Monheim, Couven-Museum, Aachen
- 12. März 1831: Allegorie Bergbau, Ölgemälde für den Sitzungssaal des Aachener Regierungsgebäudes
- 1832: Karl Friedrich Schinkel, Alte Nationalgalerie, Berlin
- Bildnis eines Unbekannten (vielleicht George Dixon Longstaff, 1799–1892), Wellcome Collection, London